# Chenzhuang (köpinghuvudort i Kina, Hebei Sheng, lat 38,57, long 114,10)
Chenzhuang är en köpinghuvudort i Kina. Den ligger i provinsen Hebei, i den norra delen av landet, omkring 250 kilometer sydväst om huvudstaden Peking. Antalet invånare är 20 930. Befolkningen består av 10 286 kvinnor och 10 644 män. Barn under 15 år utgör 16,0 %, vuxna 15-64 år 73 %, och äldre över 65 år 9,0 %.
Runt Chenzhuang är det ganska tätbefolkat, med 160 invånare per kvadratkilometer. Chenzhuang är det största samhället i trakten. Trakten runt Chenzhuang består till största delen av jordbruksmark.
Genomsnittlig årsnederbörd är 666 millimeter. Den regnigaste månaden är juli, med i genomsnitt 187 mm nederbörd, och den torraste är januari, med 4 mm nederbörd.